# Saxinis omogera
Saxinis omogera är en skalbaggsart som beskrevs av Lacordaire 1848. Saxinis omogera ingår i släktet Saxinis och familjen bladbaggar.

## Underarter
Arten delas in i följande underarter:
- S. o. omogera
- S. o. chiricahuae
- S. o. kansana